# Ayolas
Ayolas – miasto w Paragwaju, w departamencie Misiones. Według danych na rok 2020 miasto zamieszkiwało 19 036 osób, a gęstość zaludnienia wyniosła 22,33 os./km².

## Demografia
Ludność historyczna:
| Rok                         | 2000   | 2005   | 2010   | 2015   | 2020   |
| --------------------------- | ------ | ------ | ------ | ------ | ------ |
| Ludność                     | 15 735 | 16 364 | 17 087 | 17 979 | 19 036 |
| Gęstość zaludnienia os./km² | 18,4   | 19,1   | 20     | 21     | 22,33  |

Ludność według grup wiekowych na rok 2020:
| Wiek                                | 0–9 lat | 10–19 lat | 20–29 lat | 30–39 lat | 40–49 lat | 50–59 lat | 60–69 lat | 70–79 lat | 80+ lat |
| ----------------------------------- | ------- | --------- | --------- | --------- | --------- | --------- | --------- | --------- | ------- |
| Liczba osób w danej grupie wiekowej | 3571    | 3432      | 3427      | 2924      | 1815      | 1564      | 1263      | 692       | 348     |

Struktura płci na rok 2020:
| Płeć                         | Mężczyźni | Kobiety |
| ---------------------------- | --------- | ------- |
| Liczba osób w danej płci     | 9741      | 9295    |
| Liczba osób w danej płci w % | 51,2      | 48,8    |

## Transport
W mieście znajduje się Port lotniczy Juan de Ayolas.